# ريان باول
ريان باول (بالإنجليزية: Ryan Powell)‏ هو لاعب اللاكروس أمريكي، ولد في 23 فبراير 1978 في نيويورك في الولايات المتحدة.